# Вулиця Карпатської Січі (Київ)
Ву́лиця Карпатської Січі — вулиця в Голосіївському районі міста Києва, місцевість Ширма. Пролягає від Батумської вулиці до Сумської вулиці.
Прилучаються вулиці Мистецька, Катерини Грушевської, Альпійська, Генерала Момота, Широка і Василя Жуковського, провулки Камінь-Каширський та Семена Палія.

## Історія
Вулиця виникла у 50-ті роки XX століття під назвою 752-га Нова́.  З 1953 року назва — вулиця Гвардійська. У 1960-ті роки до неї приєднано також частину вулиці Катерини Грушевської (тоді - Генерала Доватора) (від місця її теперішнього прилучення до Гвардійської вулиці — до Мистецької вулиці) і Гвардійського провулка (між Батумською і Мистецькою вулицями).
20 червня 2023 року Київська міська рада перейменували вулицю на честь української парамілітарної організації «Карпатська Січ».

## Установи та заклади
- Державна ветеринарна лікарня Голосіївського району (буд. № 20)